# کدا، گرجستان
کدا (به لاتین: Keda) یک منطقهٔ مسکونی در گرجستان است که در آجارستان واقع شده‌است. کدا ۱٬۵۱۰ نفر جمعیت دارد.